# 스누피 스페셜: 세상에 단 하나뿐인 마시
《스누피 스페셜: 세상에 단 하나뿐인 마시》(Snoopy Presents: One-of-a-Kind Marcie)는 2023년 공개한 애니메이션, 코미디, 가족 영화이다.

## 출연

### 주연
- 아리아나 맥도널드 - 마시 역
- 렉시 페리 - 페퍼민트 패티 역
- 에티엔 켈리치 - 찰리 브라운 역

### 조연
- 앤토니아 배트릭 - 칼린 역
- 이사벨라 레오 - 루시 역
- 와이어트 화이트 - 라이너스 역
- 케일럽 벨라밴스 - 프랭클린 역
- 루시엔 던컨-리드 - 피그펜 역
- 찰리 보일 - 바이올렛 역
- 나타샤 네이선 - 패티 역
- 마야 미살제빅 - 프리다 역
- 테리 맥거린 - 스누피 역
- 롭 팅클러 - 우드스톡 역
- 잭슨 리드 - 해럴드 에인절 / 티볼트 / 조 리치키드 / 래리 역